# Grytö naturreservat
Grytö är ett naturreservat i Urshults socken i Tingsryds kommun i Småland (Kronobergs län).
Reservatet består av vatten och öar i östra delen av sjön Åsnen. Det är skyddat sedan 1996 och är 368 hektar stort.
Området omfattar stora vattenområden i sjön. Utöver ön Grytö ingår även ett antal småöar varav Helgaholm och Grönön nämns. På Grytö växer mest granskog. I strandzonen finns en del lövträd. Målet är att det ska utvecklas till att bli blandskog. En del skog är gammal  med död ved som är viktig för svampar, lavar och insekter.
Inom reservatet finns ett rikt fågelliv och både fiskgjuse och lärkfalk har noterats. Vissa delar har delar av ön har tillträdesförbud mellan 1 april och 31 juli.